# ريان كوكس
ريان كوكس (بالإنجليزية: Ryan Cox) ولد بتاريخ 9 أبريل 1979، وتوفي في 1 أغسطس 2007، كان دراج جنوب أفريقي في صنف سباق الدراجات على الطريق. سبق أن شارك في دورة الألعاب الأولمبية الصيفية.

## وصلات خارجية
- الموقع الرسمي

## روابط خارجية
- ريان كوكس على موقع الاتحاد الدولي للدراجات (الإنجليزية)
- ريان كوكس على موقع أرشيف الدراجات (الإنجليزية)
- ريان كوكس على موقع إحصائيات الدراجات الإحترافية (الإنجليزية)
- ريان كوكس على موقع نسبة الدراجات (الإنجليزية)
- ريان كوكس على موقع CycleBase (الإنجليزية)
- ريان كوكس على موقع أوليمبيديا (الإنجليزية)
- ريان كوكس على موقع دورة ألعاب الكومنولث 2006 (مؤرشف) (الإنجليزية)